# Dionička tiskara
Dionička tiskara je bila tiskara u Zagrebu koja je odigrala veliku ulogu u hrvatskom preporodu. 
Osnivanje ove tiskare potaknio je Šime Mazzura, političar Narodne stranke koji je s drugim disidentima iz te stranke koji su bili nezadovoljni neborbenošću protiv nepravednog austro-ugarskog režima osnovao Neovisnu narodnu stranku.
Tiskaru je osnovao 1871. godine. Ova je tiskara bila višegodišnji tiskar zagrebačkog Obzora, koji je bio glavno izdanje ove tiskare(i Pozora i Vienca), u kojem je Mazzura pisao uvodnike, utječući na hrvatsko javno mnijenje. Bio je najveći dioničar, ali ne i najjačeg političkog utjecaja u tiskari (dioničari su bili Ivan Bauer, Josip Hofman, Hinko Janušić, Šime Mazzura, Franjo Švrljuga, Ladislav Mrazović, Ivan Vončina, Spiro Brusina i Franjo Rački).
Dioničari ove tiskare bili su i Franjo Rački, Josip Pasarić i Ivan Zahar